# James Hevia
James Hevia (ur. 1947) – amerykański historyk, specjalizujący się w historii Chin, imperium brytyjskiego i kolonializmu.
W 1977 uzyskał tytuł licencjata (Bachelor of Arts), a w 1979 magistra na Pennsylvania State University. W 1986 uzyskał tytuł doktora na University of Chicago, gdzie znalazł też zatrudnienie jako wykładowca. Jako visiting professor wykładał na University of North Carolina (1991-1992).
Publikował m.in. na łamach czasopism "Modern China", "Past and Present" i "Journal of American-East Asian Relations".

## Książki
- Cherishing Men from Afar: Qing Guest Ritual and the Macartney Embassy of 1793 (1995)
- English Lessons: The Pedagogy of Imperialism in Nineteenth Century China (2003)
- Secret Archive: British India Army Intelligence and the Construction of Geo-strategic Asia (planowana data wydania 2010)